# Paula Van Rompa-Zenke
Paula Van Rompa-Zenke (Mönchen-Gladbach, 1869 - Mol, 1942) was een Duits-Belgische kunstschilderes. Ze maakte deel uit van de zogenaamde Molse School, tientallen kunstschilders die tussen 1880 en 1914 in Mol en omgeving aan het werk zijn geweest.
Zenke kreeg haar opleiding in Düsseldorf, Antwerpen en Brussel. Ze huwde in 1905 met de handelaar Frans Van Rompa en kwam zo in het kunstenaarsdorp Mol wonen. Zij woonde in het huis 'den Engel', Markt 32, in Mol.
Ze kreeg lessen van Jakob Smits en schilderde met een donker kleurenpalet Kempische landschappen, boerderijen en boerderijinterieurs, alsook bloemstillevens. Haar meeste schilderijen dateren van na de dood van haar man in 1928.
Ze nam deel aan de Internationale Kunsttentoonstelling in Mol in 1907 met interieurs van boerenhofsteeën, een Kempische moeder bij het middagmaal, een tafereel met koper poetsen en een meisje aan de haard. Ze zat ook in het inrichtend comité van deze voor Mol merkwaardige tentoonstelling. Deze tentoonstelling werd herdacht in 2007 in het Jacob Smitsmuseum in Mol.
Paula Van Rompa-Zenke ligt begraven op de begraafplaats van het Molse gehucht Achterbos samen met andere leden van de "Molse School" zoals Jakob Smits en Dirk Baksteen
In het oud-gemeentehuis van Mol hangt het schilderij De spinster. Er hangt ook werk in het Jakob Smitsmuseum van Mol.
- Gemeinsame Normdatei: 17430207X
- International Standard Name Identifier: 0000 0003 5922 4714
- RKD-Nederlands Instituut voor Kunstgeschiedenis: 102240
- Virtual International Authority File: 213451793
- WorldCat: E39PBJr3xdD4bWpqqvvx9Gw3cP